# An Anna Blume

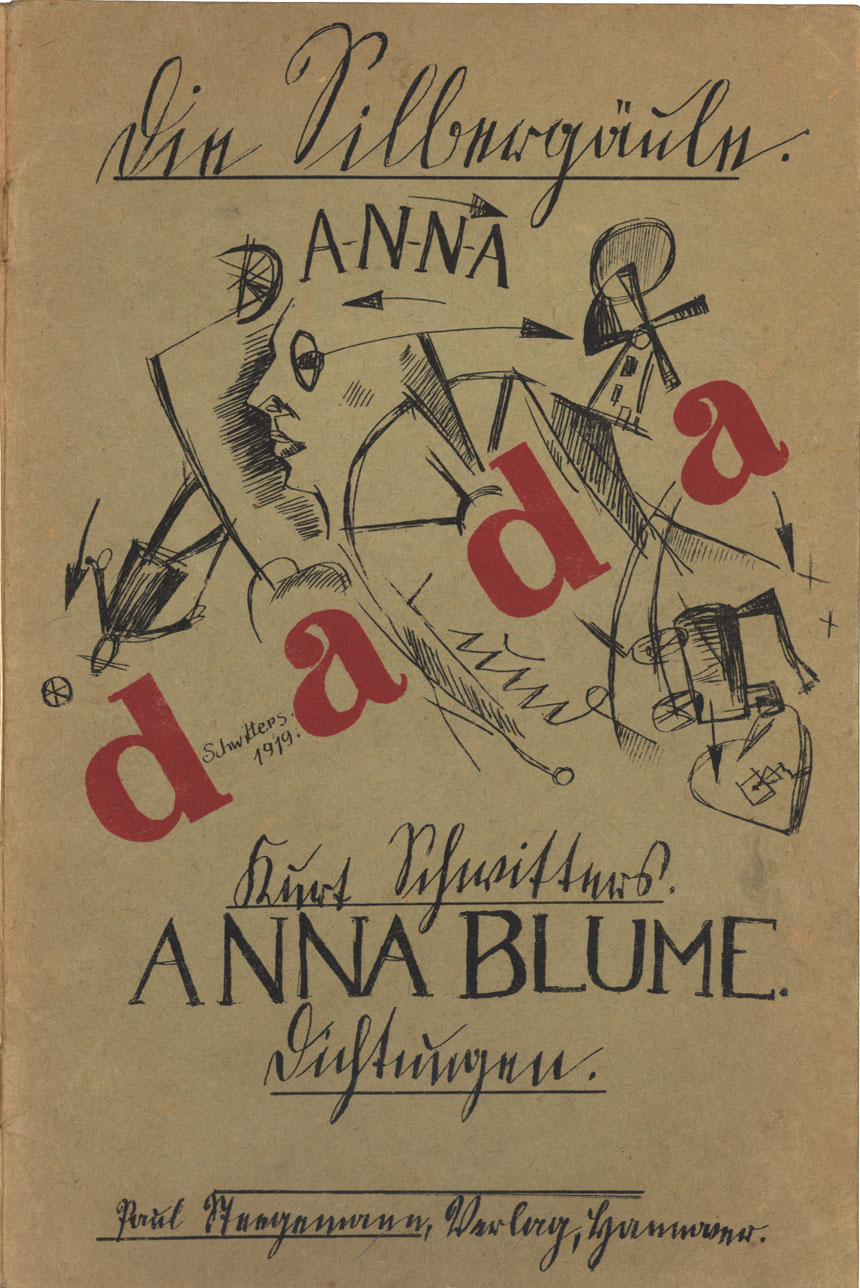
Umschlag zu Anna Blume, 1919

An Anna Blume ist ein Merz-Gedicht, das 1919 von Kurt Schwitters (1887–1948) verfasst und sehr aktiv verbreitet wurde. Schwitters schrieb mehrere Versionen. Eine davon verbreitete er 1920 als Werbung für seinen neuen Gedichtband an den Litfaßsäulen in Hannover, wo er lebte. Das Gedicht stammt aus der künstlerischen und literarischen Bewegung des Dadaismus.

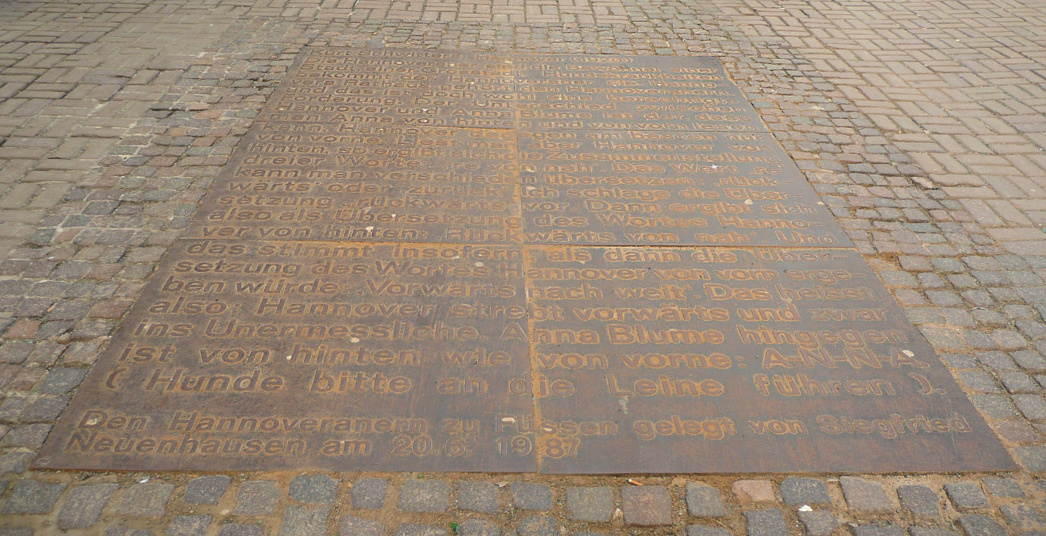
Bodenrelief von Siegfried Neuenhausen in der Knochenhauerstraße (Altstadt) mit dem Gedicht Hannover von Kurt Schwitters, in dem Anna Blume erwähnt wird.

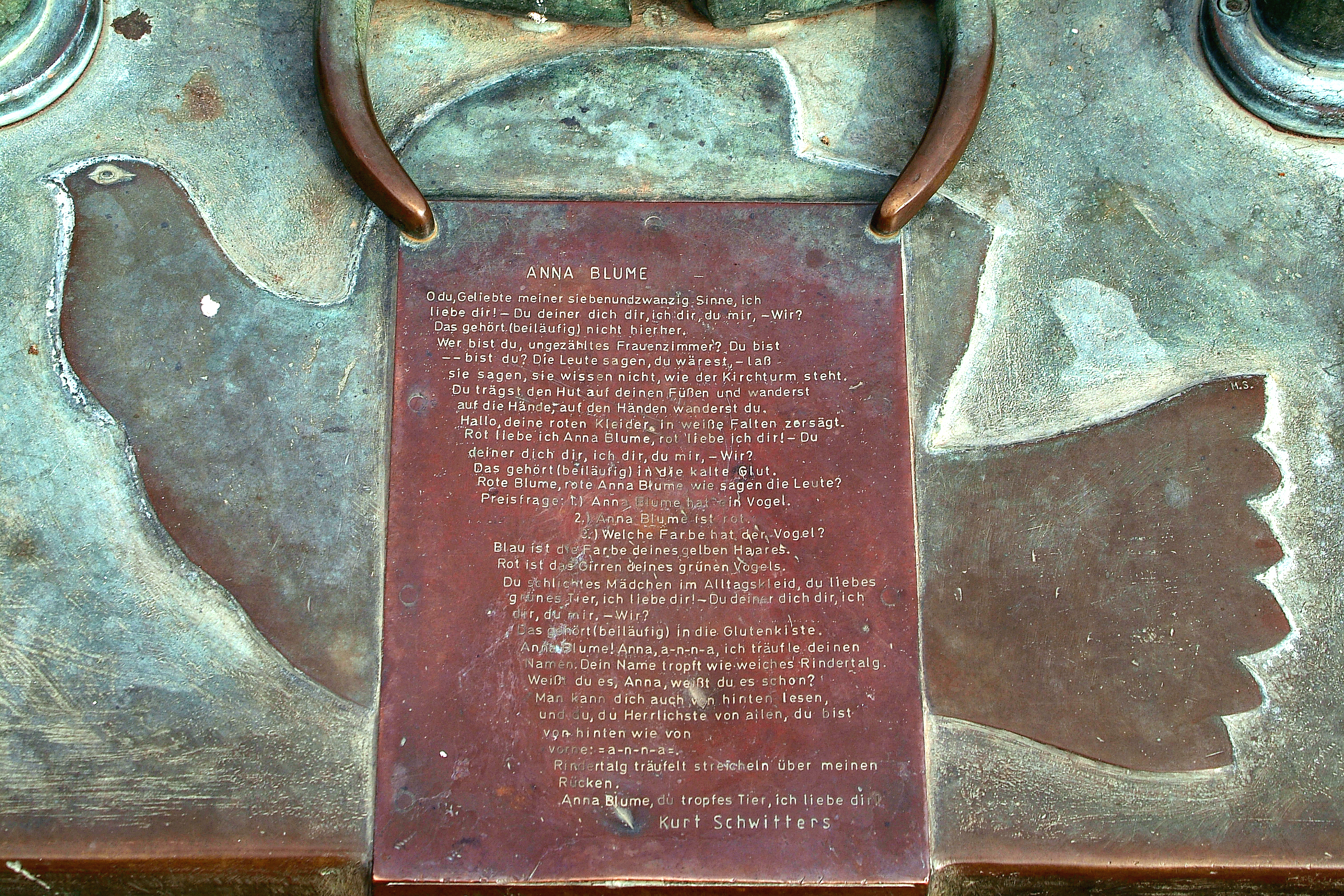
Der Text des Gedichtes als Teil des 1986 von Max Sauk geschaffenen Anna-Blume-Brunnens

## Geschichte
Von Kurt Schwitters erschienen ab 1919 drei Gedichtbände mit „Anna“ im Titel:
- Anna Blume. Dichtungen. Band 39/40 der Reihe Die Silbergäule, Paul Steegemann Verlag, Hannover (1919)
- Elementar. Die Blume Anna. Die neue Blume Anna. Von Kurt Merz Schwitters, Gedichtsammlung aus den Jahren 1918–1922, Verlag Der Sturm, Berlin (1922)
- Memoiren Anna Blumes in Bleie. Eine leicht fassliche Methode zur Erlernung des Wahnsinns für jedermann. Von Kurt Merz Schwitters, W. Heinrich Verlag, Freiburg (1922)

Auch in Hannover, einem Text von 1920, veröffentlicht in der Juni-Ausgabe der Zeitschrift Der Sturm nimmt Schwitters Bezug auf Anna Blume, deren Vorname man von hinten nach vorn lesen kann, während dies bei Hannover nicht der Fall ist, dabei kommt dann „re von nah“ heraus. Der vollständige Text ist in der Knochenhauerstraße in Hannover  auf einer Bodenplatte in den Straßenbelag eingelassen.
Das Gedicht endet mit den poetischen Worten: „Anna Blume, du tropfes Tier, ich liebe dir!“ und inspirierte im 20. Jahrhundert zahllose Dichter und Lyriker in der ganzen Welt, ihrerseits Anna-Gedichte zu schreiben oder in ihren Werken auf sie anzuspielen.

## Sonstiges
- Der Maler und Grafiker Willi Rieser aus Zürich setzte dieses und andere Gedichte von Schwitters grafisch um, in dem er jedem Buchstaben bzw. Satzzeichen ein mehr oder weniger stilisiertes Gesicht zuordnete.
- Der Komponist Stefan Wolpe erlebte selbst Schwitters’ Aufführungen seiner Texte und bezeichnete „Anna Blume“ als kleine Oper. 1929 schrieb er eine Vertonung des Gedichts für Klavier und musikalischen Clown.
- Der Komponist Bernd Alois Zimmermann verwendete das Gedicht in seinem Requiem für einen jungen Dichter.
- Die Stuttgarter Hip-Hop-Fraktion Freundeskreis nimmt in ihrem Song A-N-N-A Bezug auf Schwitters’ Gedicht.
- In Hannover gibt es das inklusive Kulturcafé „Anna Blume“ im Eingangsbereich des Stöckener Friedhofs.
- In Berlin-Prenzlauer Berg gibt es das Café „Anna Blume“ nahe dem Kollwitzplatz.
- Der US-amerikanische Autor Paul Auster verwendet in seinen Romanen Figuren namens Anna Blume. Ob er dabei Bezug auf Schwitters’ Figur hat, ist unklar bzw. bisher nicht belegt. Anna Blume ist in dem Roman Im Land der letzten Dinge (In the Country of Last Things) von 1987 die Hauptperson. In seinem Roman Reisen im Skriptorium (Travels in the Scriptorium) von 2007 kommt die älter gewordene Figur Anna Blume wieder vor. Außerdem gibt es auch in dem älteren Roman Mond über Manhattan (Moon Palace) von 1989 die Erwähnung eines Charakters namens Anna Blume. Schließlich ist Anna Blume die verstorbene langjährige Ehefrau von Baumgartner in seinem gleichnamigen Roman von 2023, wobei hier kein Zusammenhang zu den vorherigen Figuren zu erkennen ist.